# Verkiezingen voor de Franse Nationale Conventie 1792
Verkiezingen voor de Franse Nationale Conventie vonden plaats in 1792.
De verkiezingen waren de eerste die gehouden werden onder getrapt algemeen kiesrecht voor mannen. Er was geen cijns meer, maar wel nog de vereiste dat men een inkomen of werk moest hebben, en geen dienstpersoneel mocht zijn. De eerste fase werd gehouden op 26 augustus en de kiescolleges stemden van 2 tot 19 september. Een absolute meerderheid van de verkozen behoorde tot de Marais-partij, een grotendeels gematigde zij het republikeinse politieke factie. De linkse montagnards kregen rond de 200 zetels en de rechtse girondijnen kregen rond de 160. De verkiezingen werden gevolgd door de ondergang van de girondijnen als politieke factie, grotendeels door de politieke en sociale onrust na de oorlog die gestart werd door de girondijnse regering in de lente van 1792.
De opkomst was maar 6-12%. Er was geen enkel district waar een opkomst van 50% werd gehaald.

## Uitslag
| Partij      | zetels |
| ----------- | ------ |
| Marais      | 389    |
| Montagnards | 200    |
| Girondijnen | 160    |

## Voetnoten
1. ↑  Ingevoerd door het Décret du 11 août 1792 relatif à la formation des assemblées primaires pour le rassemblement de la Convention nationale